# Isoprénol
L'isoprénol ou 3-méthylbut-3-èn-1-ol est un composé organique de la famille des hémiterpénoïdes, les dérivés de terpènes à cinq carbones. Il s'agit d'une molécule d'isoprène (2-méthylbuta-1,3-diène) dont la deuxième fonction alcène a été hydrolysée, faisant de lui un alcool primaire.

## Production
L'isoprénol est produit à partir d'isobutène et de formaldéhyde.

## Occurrence
Il est naturellement présent dans les représentants des espèces Cananga odorata et Bistorta manshuriensis.

## Utilisations
L'isoprénol est un intermédiaire de la synthèse du citral,.